# No pronunciarás el nombre de Dios en vano
No pronunciarás el nombre de Dios en vano (lit. ‘No diràs el nom de Déu en va’) és un curtmetratge andorrà en castellà de 1999 dirigit per Josep Guirao. Dura 32 minuts i està basat en la novel·la The Branch (1984) de Mike Resnick.
L'última còpia de la pel·lícula va ser cedida pel mateix director la Filmoteca de Catalunya, amb custòdia compartida d'Unesco Andorra.

## Argument
L'any 2046, a Andorra, un mestre del crim reuneix tot de líders religiosos per a respondre a una sola qüestió: com es pot identificar el veritable messies? Mentre discuteixen sobre les qualitats esperades d'aquesta figura salvadora, es revela que un home que afirma ser el fill de Déu està detingut prop d'on són.

## Repartiment
- Pau Barredo com a Armstrong (mestre del crim) i Josua (teòleg jueu)
- Emili Guirao com a Emmanuel (messies)
- Víctor Apolinarios com a representant de l'islam
- Josep Guirao com a Krack (ajudant d'Armstrong)
- José María Blanco com a Papa
- Joan Frank Charansonnet com a Isaac (rabí júnior)
- Leo Dodo com a rabí sènior
- Xavier Font com a porter

## Producció
El film va ser rodat el 1997. Van utilitzar poca il·luminació i uns accessoris senzills per a crear-ne l'atmosfera tenebrosa. Va ser una producció econòmica, amb un cost de 534.000 pessetes, semblant al d'una obra de teatre d'un sol acte.

## Estrena
Es va estrenar al Teatre Comunal d'Andorra la Vella el 1998. Posteriorment, va incorporar-se al circuit de festivals de cinema dels Estats Units, en el que seria l'estrena internacional. Entre d'altres, va passar pel Festival de Cinema de Brooklyn i pel Festival de Cinema de Miami de l'any 1999.

## Premis
Va obtenir el premi del públic del Festival de Cinema de South Beach del 1999.